# Ablaincourt-Pressoir
Ablaincourt-Pressoir é uma comuna francesa na região administrativa de Altos da França, no departamento de Somme. Estende-se por uma área de 9,46 km². Em 2010 a comuna tinha 268 habitantes (densidade: 28,3 hab./km²).